# الأنمي في 2023
هذه هي أحداث أنميات سنة 2023.

## الإصدارات

### الأفلام
قائمة أفلام الأنمي التي عرضت في دور العرض بين 1 يناير و 31 ديسمبر 2023.
| تاريخ العرض | العنوان                             | مدة الفيلم (بالدقائق) | المراجع |
| ----------- | ----------------------------------- | --------------------- | ------- |
| 20 يناير    | إيكاتسو! نشاط الستقبل               |                       | [ 1 ]   |
| 20 يناير    | فافنر في السماء الزرقاء             |                       | [ 2 ]   |
| 17 فبراير   | عملاق أزرق                          |                       | [ 3 ]   |
| 3 مارس      | عبقور: نوبيتا سكاي يوتوبيا          | 59                    | [ 4 ]   |
| 24 مارس     | Gridman Universe                    |                       | [ 5 ]   |
| 31 مارس     | بلاك كلوفر: سيف الملك الساحر        |                       | [ 6 ]   |
| 14 تموز     | كيف تعيش                            |                       | [ 7 ]   |
| آب          | الخطايا السبع المميتة: ضغينة ادنبره |                       | [ 8 ]   |

### المسلسلات التلفزيونية
قائمة مسلسلات الأنمي التلفزيونية التي ستعرض لأول مرة بين 1 يناير و 31 ديسمبر 2023
| تاريخ العرض | العنوان                                                 | عدد الحلقات | المراجع |
| ----------- | ------------------------------------------------------- | ----------- | ------- |
| 4 يناير     | الكلاب الأدبية الضالة(الموسم 4)                         | 13          | [ 9 ]   |
| 4 يناير     | رجل الثلج وزميلة العمل الباردة                          | 12          | [ 10 ]  |
| 4 يناير     | الثورة السحرية للأميرة المتجسدة والسيدة الشابة العبقرية | 12          | [ 11 ]  |
| 5 يناير     | فصل التجسس                                              |             | [ 12 ]  |
| 8 يناير     | لا تلعبي معي يا آنسة ناغاتورو (الموسم 3)                | 12          | [ 13 ]  |
| 8 يناير     | العامل الماهر سايتو في عالم آخر                         | 12          | [ 14 ]  |
| 8 يناير     | غير الكفوء في أكاديمية الملك الشيطان(الموسم 2)          | 12          | [ 15 ]  |
| 8 يناير     | طوكيو ريفينجرز                                          | 13          | [ 16 ]  |
| 10 يناير    | فينلاند ساجا (الموسم 2)                                 | 13          | [ 17 ]  |
| 4 مارس      | هجوم العمالقة: الموسم الأخير                            |             | [ 18 ]  |
| تموز        | بليتش: حرب الألف سنة الدموية(الموسم 2)                  |             | [ 19 ]  |
| تموز        | جوجوتسو كايسن (الموسم 2)                                |             | [ 20 ]  |